# Список умерших в 583 году

## Февраль
- 1 февраля — Кан-Балам I (58), правитель Баакульского царства со столицей в Лакам-Ха (Паленке) (572—583).

## Ноябрь
- 3 ноября — Менна из Саннио, святой отшельник из Самнии.

## Дата смерти неизвестна или требует уточнения
- Миро, король свевов в Галисии (570—583).
- Серф из Калросса, христианский епископ, святой.
- Фергус Раздор, король Мунстера (579/580—583).